# 일본수구리
일본수구리(학명: Rhynchobatus mononoke)는 수구리과, 동수구리속의 어류다. 동수구리와 매우 닮았으며, 윗면은 연한점이 박혀있는 갈색이고, 아랫면은 거의 흰색이다. 일본 남해에 분포하며, 몸길이는 약 130cm 정도이다.

## 밝혀진 계기
가고시마 수족관에서 약 20년 정도 살던 동수구리 한 마리가 검사 결과 얼굴형이 조금 더 둥글고 유전학적으로도 달라라서 2020년, 그 동수구리 일본수구리라는 새로운 종으로 결정되었다.

## 특징
태평양에서, 그중 특히 일본과 중국의 남쪽 지역에서 서식하며 전자가오리의 방언인 수구리과 답게 바닥에 숨었다가 등 먹잇감에게 30~80V의 전기를 내뿜어서 사냥하는 것으로 알려져있다. 또한 꼬리나 지느러미가 강력하다고 한다. 이외의 세부적인 특성은 동수구리와 같다.

## 학명
학명의 뜻은 동수구리속의 모노노케라는 뜻인데, 여기서의 모노노케는 지브리 스튜디오의 작품이며 일본 설화에 나오는 귀신 모노노케와 같다.